# Seznam senátních obvodů v Česku

Mapa senátních volebních obvodů

Mapa rozdělení senátních volebních obvodů do třetin:
1. třetina (2014, 2020, 2026 atd.)
2. třetina (2016, 2022, 2028 atd.)
3. třetina (2018, 2024, 2030 atd.)

Toto je seznam senátních obvodů v Česku. Pro volby do Senátu Parlamentu České republiky je stanoveno 81 volebních jednomandátových obvodů, číslovaných přibližně od západu na východ. Každý sudý rok se volí ve třetině obvodů (27), mandát senátora trvá 6 let. Počet oprávněných voličů v jednom obvodu činil při řádných volbách v letech 2020, 2022 a 2024 přibližně od 80 tisíc do 120 tisíc osob.

## Seznam
| Č. | Název               | Kraj                         | Senátor                    | Volební strana                                        | Volební období |
| -- | ------------------- | ---------------------------- | -------------------------- | ----------------------------------------------------- | -------------- |
| 1  | Karlovy Vary        | Karlovarský                  | Věra Procházková           | ANO                                                   | 2022–2028      |
| 2  | Sokolov             | Karlovarský                  | Jana Mračková Vildumetzová | ANO                                                   | 2024–2030      |
| 3  | Cheb                | Karlovarský, Plzeňský        | Miroslav Plevný            | STAN                                                  | 2020–2026      |
| 4  | Most                | Ústecký                      | Jan Paparega               | ProMOST                                               | 2022–2028      |
| 5  | Chomutov            | Ústecký                      | Přemysl Rabas              | SEN 21                                                | 2024–2030      |
| 6  | Louny               | Ústecký, Středočeský         | Ivo Trešl                  | STAN                                                  | 2020–2026      |
| 7  | Plzeň-město         | Plzeňský                     | Daniela Kovářová           | nezávislá kandidátka                                  | 2022–2028      |
| 8  | Rokycany            | Plzeňský, Středočeský        | Miroslav Kroc              | STAN                                                  | 2024–2030      |
| 9  | Plzeň-město         | Plzeňský                     | Lumír Aschenbrenner        | ODS, TOP 09, KDU-ČSL, ADS, Monarchiste.cz             | 2020–2026      |
| 10 | Český Krumlov       | Jihočeský                    | Tomáš Jirsa                | ODS                                                   | 2022–2028      |
| 11 | Domažlice           | Plzeňský                     | Jan Látka                  | ANO                                                   | 2024–2030      |
| 12 | Strakonice          | Jihočeský                    | Tomáš Fiala                | ODS                                                   | 2020–2026      |
| 13 | Tábor               | Jihočeský, Středočeský       | Marek Slabý                | KDU-ČSL, ODS, T2020, TOP 09                           | 2022–2028      |
| 14 | České Budějovice    | Jihočeský                    | Zbyněk Sýkora              | ODS                                                   | 2024–2030      |
| 15 | Pelhřimov           | Vysočina, Jihočeský          | Jaroslav Chalupský         | Svobodní                                              | 2020–2026      |
| 16 | Beroun              | Středočeský                  | Jiří Oberfalzer            | KDU-ČSL, ODS, TOP 09                                  | 2022–2028      |
| 17 | Praha 12            | Praha                        | Pavel Fischer              | KDU-ČSL, ODS, STAN, TOP 09                            | 2024–2030      |
| 18 | Příbram             | Středočeský                  | Petr Štěpánek              | STAN                                                  | 2020–2026      |
| 19 | Praha 11            | Praha                        | Hana Kordová Marvanová     | KDU-ČSL, ODS, TOP 09                                  | 2022–2028      |
| 20 | Praha 4             | Praha                        | Jiří Drahoš                | KDU-ČSL, ODS, STAN, Piráti, TOP 09                    | 2024–2030      |
| 21 | Praha 5             | Praha                        | Václav Láska               | SEN 21                                                | 2020–2026      |
| 22 | Praha 10            | Praha                        | Jan Pirk                   | KDU-ČSL, ODS, TOP 09                                  | 2022–2028      |
| 23 | Praha 8             | Praha                        | Vladimíra Ludková          | KDU-ČSL, ODS, Patrioti ČR                             | 2024–2030      |
| 24 | Praha 9             | Praha                        | David Smoljak              | STAN, Piráti, TOP 09                                  | 2020–2026      |
| 25 | Praha 6             | Praha                        | Jiří Růžička               | KDU-ČSL, ODS, STAN, TOP 09                            | 2022–2028      |
| 26 | Praha 2             | Praha                        | Miroslav Bárta             | TOP 09, STAN                                          | 2024–2030      |
| 27 | Praha 1             | Praha                        | Miroslava Němcová          | ODS, STAN, TOP 09                                     | 2020–2026      |
| 28 | Mělník              | Středočeský                  | Jarmila Smotlachová        | ODS                                                   | 2022–2028      |
| 29 | Litoměřice          | Ústecký, Středočeský         | Ondřej Štěrba              | ANO                                                   | 2024–2030      |
| 30 | Kladno              | Středočeský                  | Adéla Šípová               | Piráti                                                | 2020–2026      |
| 31 | Ústí nad Labem      | Ústecký                      | Martin Krsek               | SEN 21                                                | 2022–2028      |
| 32 | Teplice             | Ústecký                      | Jan Schiller               | ANO                                                   | 2024–2030      |
| 33 | Děčín               | Ústecký                      | Zbyněk Linhart             | STAN, SLK                                             | 2020–2026      |
| 34 | Liberec             | Liberecký                    | Michael Canov              | SLK                                                   | 2022–2028      |
| 35 | Jablonec nad Nisou  | Liberecký                    | Lena Mlejnková             | SLK                                                   | 2024–2030      |
| 36 | Česká Lípa          | Liberecký, Středočeský       | Jiří Vosecký               | STAN, SLK                                             | 2020–2026      |
| 37 | Jičín               | Královéhradecký, Středočeský | Tomáš Czernin              | KDU-ČSL, ODS, TOP 09                                  | 2022–2028      |
| 38 | Mladá Boleslav      | Středočeský, Liberecký       | Ondřej Lochman             | STAN, SLK                                             | 2024–2030      |
| 39 | Trutnov             | Královéhradecký              | Jan Sobotka                | STAN                                                  | 2020–2026      |
| 40 | Kutná Hora          | Středočeský, Vysočina        | Bohuslav Procházka         | KDU-ČSL                                               | 2022–2028      |
| 41 | Benešov             | Středočeský                  | Zdeněk Hraba               | KONS, ODS, Monarchiste.cz, Svobodní                   | 2024–2030      |
| 42 | Kolín               | Středočeský                  | Pavel Kárník               | STAN                                                  | 2020–2026      |
| 43 | Pardubice           | Pardubický, Královéhradecký  | Miluše Horská              | KDU-ČSL, NK                                           | 2022–2028      |
| 44 | Chrudim             | Pardubický, Vysočina         | Jan Tecl                   | KDU-ČSL, ODS, STAN, TOP 09, STO                       | 2024–2030      |
| 45 | Hradec Králové      | Královéhradecký              | Jan Holásek                | HDK, TOP 09, SEN 21, Zelení, LES                      | 2020–2026      |
| 46 | Ústí nad Orlicí     | Pardubický                   | Petr Fiala                 | KDU-ČSL, SproK                                        | 2022–2028      |
| 47 | Náchod              | Královéhradecký              | Martin Červíček            | ODS                                                   | 2024–2030      |
| 48 | Rychnov nad Kněžnou | Královéhradecký, Pardubický  | Jan Grulich                | TOP 09, LES                                           | 2020–2026      |
| 49 | Blansko             | Jihomoravský                 | Jaromíra Vítková           | KDU-ČSL, ODS, TOP 09                                  | 2022–2028      |
| 50 | Svitavy             | Pardubický                   | David Šimek                | KDU-ČSL, NK                                           | 2024–2030      |
| 51 | Žďár nad Sázavou    | Vysočina                     | Josef Klement              | KDU-ČSL                                               | 2020–2026      |
| 52 | Jihlava             | Vysočina, Jihočeský          | Miloš Vystrčil             | KDU-ČSL, ODS, TOP 09                                  | 2022–2028      |
| 53 | Třebíč              | Vysočina                     | Hana Žáková                | STAN                                                  | 2024–2030      |
| 54 | Znojmo              | Jihomoravský                 | Tomáš Třetina              | ODS, STAN, TOP 09                                     | 2020–2026      |
| 55 | Brno-město          | Jihomoravský                 | Tomáš Töpfer               | KDU-ČSL, ODS, TOP 09                                  | 2022–2028      |
| 56 | Břeclav             | Jihomoravský                 | Róbert Šlachta             | PŘÍSAHA                                               | 2024–2030      |
| 57 | Vyškov              | Jihomoravský                 | Karel Zitterbart           | STAN                                                  | 2020–2026      |
| 58 | Brno-město          | Jihomoravský                 | Jiří Dušek                 | ČSSD, ODS, Vas, Fakt Brno                             | 2022–2028      |
| 59 | Brno-město          | Jihomoravský                 | Břetislav Rychlík          | Zelení, ODS, Piráti, TOP 09                           | 2024–2030      |
| 60 | Brno-město          | Jihomoravský                 | Zdeněk Papoušek            | KDU-ČSL, Zelení, ODS, STAN, Piráti, TOP 09, Fakt Brno | 2020–2026      |
| 61 | Olomouc             | Olomoucký                    | Lumír Kantor               | KDU-ČSL                                               | 2022–2028      |
| 62 | Prostějov           | Olomoucký                    | František Jura             | ANO                                                   | 2024–2030      |
| 63 | Přerov              | Olomoucký, Moravskoslezský   | Jitka Seitlová             | KDU-ČSL                                               | 2020–2026      |
| 64 | Bruntál             | Moravskoslezský              | Ladislav Václavec          | ANO                                                   | 2022–2028      |
| 65 | Šumperk             | Olomoucký                    | Stanislav Balík            | nezávislý kandidát                                    | 2024–2030      |
| 66 | Olomouc             | Olomoucký                    | Marek Ošťádal              | STAN                                                  | 2020–2026      |
| 67 | Nový Jičín          | Moravskoslezský              | Ivana Váňová               | KDU-ČSL, ODS, TOP 09                                  | 2022–2028      |
| 68 | Opava               | Moravskoslezský              | Tomáš Navrátil             | ANO                                                   | 2024–2030      |
| 69 | Frýdek-Místek       | Moravskoslezský              | Helena Pešatová            | STAN                                                  | 2020–2026      |
| 70 | Ostrava-město       | Moravskoslezský              | Zdeněk Nytra               | KDU-ČSL, ODS, TOP 09                                  | 2022–2028      |
| 71 | Ostrava-město       | Moravskoslezský              | Martin Bednář              | ANO                                                   | 2024–2030      |
| 72 | Ostrava-město       | Moravskoslezský              | Ondřej Šimetka             | ODS                                                   | 2020–2026      |
| 73 | Frýdek-Místek       | Moravskoslezský              | Zdeněk Matušek             | ČSSD, ANO                                             | 2022–2028      |
| 74 | Karviná             | Moravskoslezský              | Petr Vícha                 | SOCDEM, ANO                                           | 2024–2030      |
| 75 | Karviná             | Moravskoslezský              | Ondřej Feber               | ANO                                                   | 2020–2026      |
| 76 | Kroměříž            | Zlínský, Jihomoravský        | Jana Zwyrtek Hamplová      | NEZ                                                   | 2022–2028      |
| 77 | Vsetín              | Zlínský                      | Jiří Čunek                 | KDU-ČSL                                               | 2024–2030      |
| 78 | Zlín                | Zlínský                      | Tomáš Goláň                | SEN 21                                                | 2020–2026      |
| 79 | Hodonín             | Jihomoravský                 | Eva Rajchmanová            | KDU-ČSL, ODS, TOP 09                                  | 2022–2028      |
| 80 | Zlín                | Zlínský                      | Oldřich Hájek              | ANO                                                   | 2024–2030      |
| 81 | Uherské Hradiště    | Zlínský, Jihomoravský        | Josef Bazala               | KDU-ČSL                                               | 2020–2026      |